# La Maison des ancêtres
La Maison des ancêtres est le premier album hors-série de la série La Caste des Méta-Barons, sorti en juin 2000, édité par Les Humanoïdes Associés, écrit par Alejandro Jodorowsky et dessiné par Juan Gimenez.

## Publication
- Les Humanoïdes Associés, juin 2000,  (ISBN 2-7316-1387-4)